# Fluminense de Feira FC
Fluminense de Feira FC is een Braziliaanse voetbalclub uit Feira de Santana in de deelstaat Bahia.

## Geschiedenis
De club werd opgericht op 1 januari 1941 en werd vernoemd naar Fluminense FC uit Rio de Janeiro. In 1954 werd het een profclub en werden ze de eerste club van buiten de hoofdstad in de competitie. Twee jaar later werd de club al vicekampioen in het staatskampioenschap. In 1963 won de club de eerste titel, waardoor ze in 1964 mochten deelnemen aan de Taça Brasil, de nationale eindronde, waar de club uitgeschakeld werd door Ceará. In 1968 werd de club nog vicekampioen achter Galícia, en werd een jaar later opnieuw kampioen. In de tijd dat alle staten verschillende deelnemers mochten afvaardigen naar de Série A nam de club ook enkele keren deel hieraan, maar kon geen potten breken.
In 1998 degradeerde de club, maar kon na één seizoen terugkeren. In 2001 volgde wederom een degradatie, maar ook nu kon de club meteen terugkeren. In 2013 degradeerde de club opnieuw en nu duurde het twee jaar vooraleer ze terugkeerden.

## Erelijst
Campeonato Baiano
1963, 1969
Copa SERBA
2006